# Schneeweißchen und Rosenrot (1955)
Schneeweißchen und Rosenrot ist eine deutsche Märchenverfilmung aus dem Jahr 1955. Sie basiert auf dem Grimm’schen Märchen Schneeweißchen und Rosenrot.

## Handlung
Im Märchenwald leben die goldgierigen Zwerge. Einer von ihnen will den Goldschatz aus dem Schloss des Königs stehlen, wird aber ertappt und flieht. Prinz Goldhaar und sein Bruder, Prinz Rittersporn, nehmen die Verfolgung auf, während derer der Zwerg Prinz Goldhaar in einen Bären verwandelt. Auf der Suche nach Prinz Goldhaar treffen Prinz Rittersporn und sein Knappe Knickebein Schneeweißchen und ihre Schwester Rosenrot beim Pilzesammeln. Auf ihrem Heimweg treffen die Schwestern den bösen Zwerg, der sich mit seinem Bart in einem Baumstamm verfangen hat, sich aber für die Hilfe der beiden Schwestern undankbar zeigt. Zuhause erzählen die Schwestern ihrer Mutter von ihren Erlebnissen.
Im Winter klopft der Bär an die Tür. Er wird von Schneeweißchen und Rosenrot und ihrer Mutter aufgenommen und hilft bei der Hausarbeit. Im Sommer wird er bei einem Ausflug beinahe vom jagenden Prinzen Rittersporn erlegt; Schneeweißchen und Rosenrot können den Prinzen jedoch von der Zahmheit des Bären überzeugen. Vor Sehnsucht nach seinem Bruder flieht der Bär in den Wald. Auf der Suche nach ihm treffen Schneeweißchen und Rosenrot wieder auf den Zwerg, dessen Bart sich diesmal in einem Karren verfangen hat. Erneut zeigt er sich undankbar für die Hilfe der Schwestern. Auf ihrem Heimweg treffen diese ein weiteres Mal auf den Zwerg, der diesmal in Gefahr ist, beim Fischen von seiner Beute in den reißenden Bach gezogen zu werden. Widerwillig helfen Schneeweißchen und Rosenrot auch dieses Mal. Als der Zwerg wieder einmal loszetert, erscheint der Bär; der Zwerg erkennt in ihm Prinz Goldhaar wieder. Als der Zwerg bei seiner Flucht in die Tiefe stürzt, verwandelt sich der Bär in den Prinzen zurück. Auch der gestohlene Schatz ist wieder da.
Prinz Goldhaar heiratet Schneeweißchen; Prinz Rittersporn heiratet Rosenrot; die Mutter der Schwestern darf auch im Schloss leben.

## Produktion

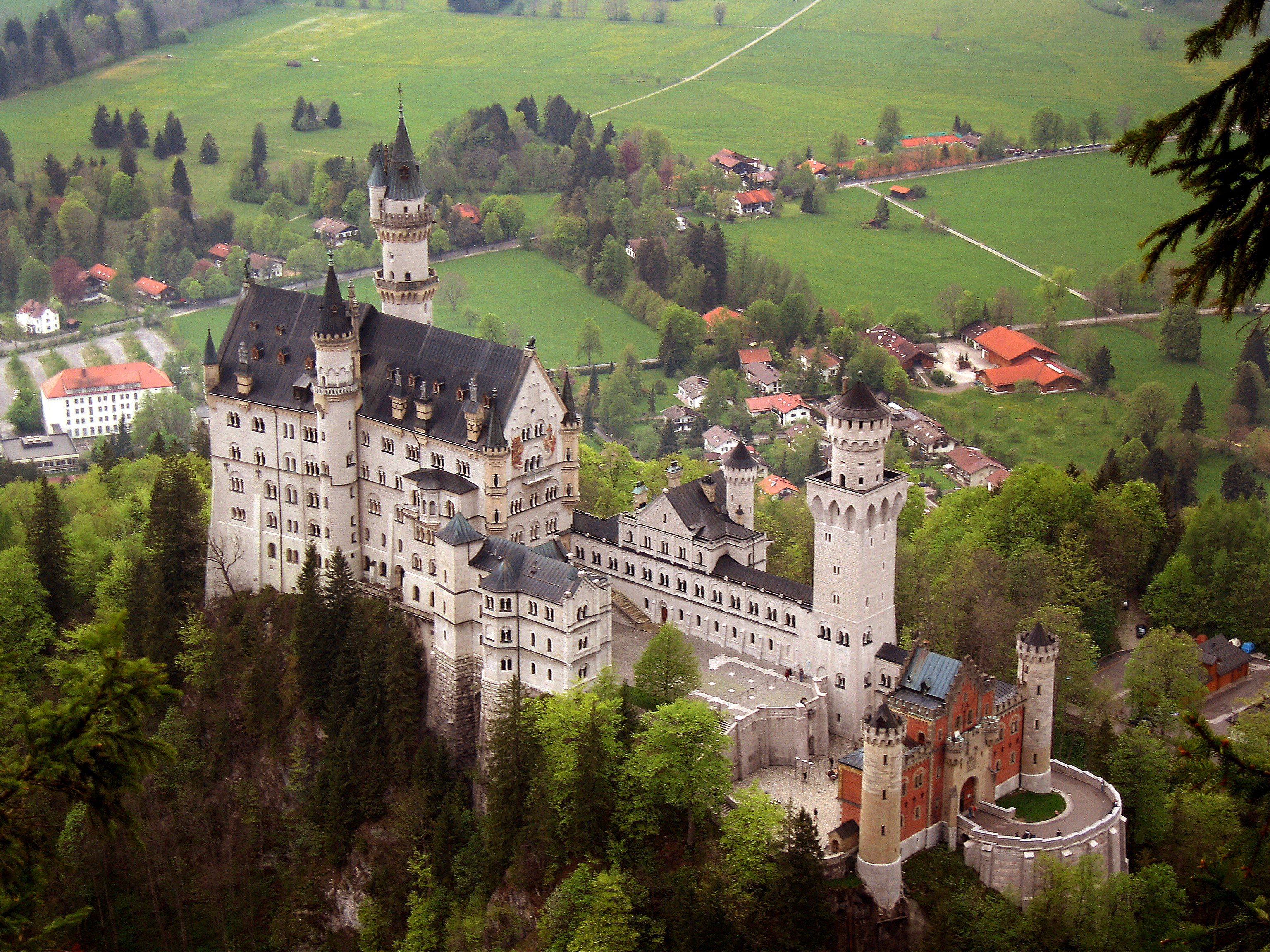
Schloss Neuschwanstein, das Schloss im Film

Der Film wurde im Atelier der Schongerfilm in Inning am Ammersee produziert. Als Filmkulisse diente unter anderem das Schloss Neuschwanstein und dessen Umgebung. Die Uraufführung erfolgte am 18. September 1955 in Marburg.

## Kritik
„Ein ansatzweise innovativer Versuch, den deutschen Märchenfilm der 50er mit Außenaufnahmen (aus dem bayerischen Bergwald) wenigstens von seiner Studiosteifheit zu befreien. Eine schlichte Verfilmung, die kindlichem Auffassungsvermögen entspricht.“